# Eilema japonica
Eilema japonica är en fjärilsart som beskrevs av John Henry Leech 1889. Eilema japonica ingår i släktet Eilema och familjen björnspinnare. Inga underarter finns listade i Catalogue of Life.